# Couleur Terre
Couleur Terre was een actie van de Franstalige Zwitserse radiozender RSR Couleur 3 in Genève. In 2007 werd dit voor de eerste keer in Zwitserland gehouden. In 2009, 2010 en 2011 deed (Duitstalig) Zwitserland opnieuw mee met de titel Jeder Rappen zählt.
Voor de eerste editie had radiozender RSR Couleur 3 een glazen huis geplaatst aan de Rue de la Rôtisserie in Genève, in navolging van Serious Request van de Nederlandse zender 3FM en Music For Life van de Belgische radiozender VRT Studio Brussel. Ook hier werden plaatjes voor het goede doel gedraaid, maar in tegenstelling tot het Glazen Huis in Nederland en Vlaanderen werd er door de dj's niet gevast.
Er werd 252.000 Zwitserse frank (omgerekend ongeveer 150.000 euro) opgehaald voor het Rode Kruis, bestemd voor schoon drinkwater.